# نيكولاس ديلون
نيكولاس ديلون (بالإنجليزية: Nicholas Dillon)‏ (25 مارس 1997 بترينيداد وتوباغو - ) هو لاعب كرة قدم ترينيدادي في مركز الجناح لعب سابقاً في نادي المجزل.

## روابط خارجية
- نيكولاس ديلون على موقع قاعدة بيانات كرة القدم.إي يو (الإنجليزية)
- نيكولاس ديلون على موقع ناشيونال فوتبول تيمز (الإنجليزية)
- نيكولاس ديلون على موقع Soccerway.com (الإنجليزية)
- نيكولاس ديلون على موقع عالم كرة القدم.نت (الإنجليزية)